# Mary Kate McGeehan
Mary Kate McGeehan is een Amerikaanse actrice.

## Biografie
McGeehan begon in 1981 met acteren in de televisieserie 240-Robert. Hierna heeft ze nog meerder rollen gespeeld in televisieseries en films. Het meest bekend is ze van haar rol als Linda Gioberti in de televisieserie Falcon Crest (1982-1984). Zij kreeg een relatie met haar mede speler William R. Moses, die in de serie haar man speelde.

## Filmografie[3]

### Films
- 1996 Full Circle – als Annette

### Televisieseries
Uitgezonderd eenmalige gastrollen.
- 1982 – 1984 Falcon Crest – als Linda Gioberti – 34 afl.
- 1982 Days of our Lives - als verpleegster Britta - 3 afl.